# 宝梵镇
宝梵镇，是中华人民共和国四川省遂宁市蓬溪县下辖的一个乡镇级行政单位。

## 行政区划
宝梵镇下辖以下地区：
冬笋社区、跃进村、曾家店村、广教村、井田坝村、宝梵村、桑梨村、云盘咀村、高石坎村、龙胜垭村、石院村、长海村、鹤桥村、道德村、华莲村、龙洞村、华山村和新长村。